# Goz Beïda
Goz Beïda   este un oraș  în  partea de est a Ciadului,  centru administrativ al regiunii  Sila.